# Fink Jusztin János
Fink Jusztin János (Sopron, 1801. április 26. – Tihany, 1875. március 5.) benedek rendi tihanyi perjel.

## Élete
1816. október 28-án lépett a rendbe, 1822. október 19-én ünnepélyes fogadalmat tett. 1822–1824-ben tanár volt Sopronban; visszatérvén Pannonhalmára teológiai tanulmányait folytatta s 1826. augusztus 17-én fölszentelték. 1826–1834 között tanár volt a győri gimnáziumban, 1834–1838 között Pápán, 1838–1850-ig Kőszegen, 1850–1851-ben igazgató ugyanott, 1851–1856 között alperjel, 1856–1873 között perjel, 1873–1875-ben házi lelki atya Tihanyban.

## Művei
- Programértekezése: Mitgabe auf die Ferien, Statistisch-geschichtliche Beleuchtung des Gymnasiums Güns (Programm d. Gymnasiums zu Güns 1851)